# Салтыковка (Омская область)
Салтыковка — деревня в Кормиловском районе Омской области России. Входит в состав Некрасовского сельского поселения.

## История
Основана в 1895 г. В 1928 г. посёлок Салтыковка состоял из 75 хозяйств, основное население — латыши; входил в состав Некрасовского сельсовета Корниловского района Омского округа Сибирского края.

## Население
| 2010 |
| ---- |
| 116  |